# WWF Canadian Championship
Het WWF Canadian Championship was een professioneel worstelkampioenschap dat geproduceerd werd door World Wrestling Federation (WWF). De WWF nam de International Wrestling (Lutte Internationale) promotie over in augustus 1985. De WWF nam dit kampioenschap in hun rooster en Dino Bravo werd de eerste WWF Canadian Champion.

## Titel geschiedenis
| Worstelaar       | #                | Datum            | Stad     | Aantekeningen                                                                           |
| ---------------- | ---------------- | ---------------- | -------- | --------------------------------------------------------------------------------------- |
| Dino Bravo       | 1                | 18 augustus 1985 | Montreal | Bravo won de titel in een gewone match en werd de eerste en de enige Canadian Champion. |
| Titel opgeborgen | Titel opgeborgen | 22 januari 1986  | Montreal | Bravo verliet WWF en WWF borg dit kampioenschap op.                                     |

Lijst van voormalige kampioenschappen